# Real Time Kinematic
Real Time Kinematic (RTK, з англ. «кінематика реального часу») — сукупність прийомів і методів отримання планових координат і висот точок місцевості сантиметрової точності за допомогою супутникової системи навігації за допомогою отримання поправок з базової станції, що приймаються апаратурою користувача під час зйомки. Є одним із методів DGPS.

## Відслідковування фази несучої частоти
Для цього потрібен нерухомий об'єкт, координати якого відомі з високою (сантиметровою) точністю.
В цьому об'єкті знаходиться обладнання, яке слухатиме навігаційні супутники і обчислюватиме похибку на основі наперед відомих власних координат і транслюватиме ці похибки в ефір, щоб слухачі могли застосовувати обчислені похибки для уточнення власних координат.